# Monts Valin
Pour les articles homonymes, voir Valin et Monts Valin (homonymie).
Les monts Valin ou monts Sainte-Marguerite sont un massif montagneux de la chaîne des Laurentides situé sur la rive nord du fleuve Saint-Laurent et de la rivière Saguenay, à 35 km au nord-est de la ville de Saguenay au Québec (Canada).
Composé d'une dizaine de sommets qui surplombent le Saguenay–Lac-Saint-Jean, son point culminant est le pic Dubuc du mont Valin qui culmine à 984 mètres. Le massif couvre une superficie de 6 900 km2 qui est protégé sur 153,60 km2 par le parc national des Monts-Valin. Le reste de la superficie est principalement englobé par le territoire non organisé de Mont-Valin. Ces montagnes marquent la limite septentrionale du graben du Saguenay.

## Toponymie et étymologie
L'origine du toponyme Valin est obscure. Désignant également une rivière et une localité, son utilisation dans la cartographie est très ancienne. Une carte du père Laure datant de 1731 et une carte de Nicolas Bellin de 1744 désignent déjà une Rivière à Valin.

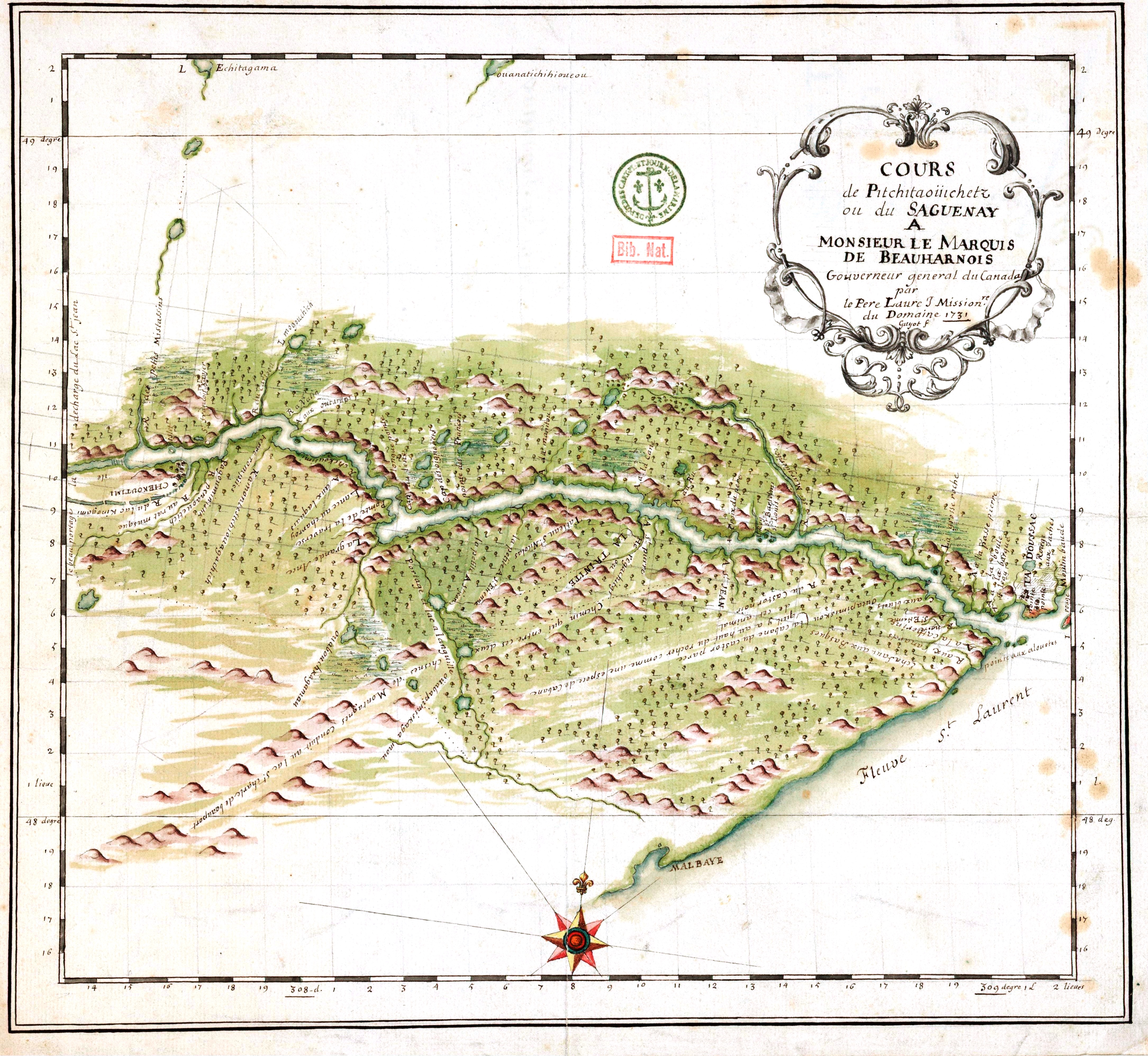
Carte du père Laure
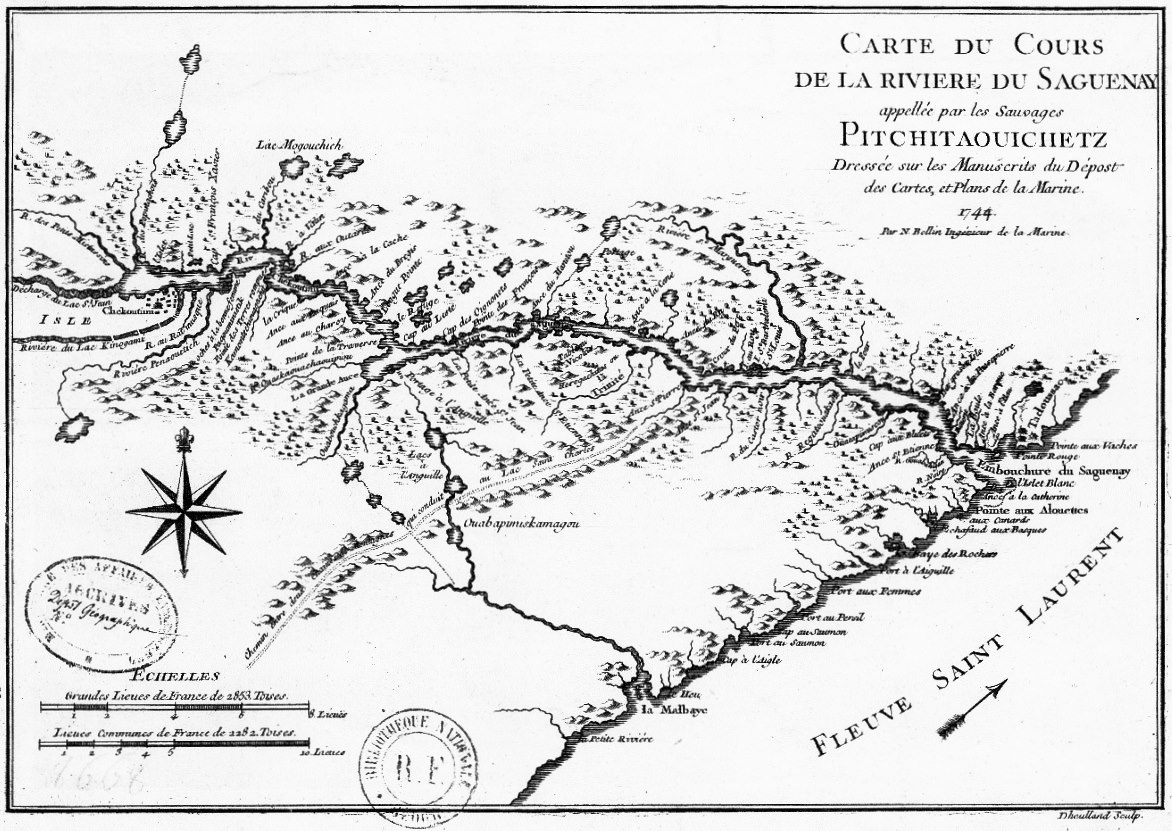
Carte de Nicolas Bellin

La toponymie alternative de ce massif est Sainte-Marguerite, appellation directement liée avec la rivière du même nom.

## Géographie

### Situation

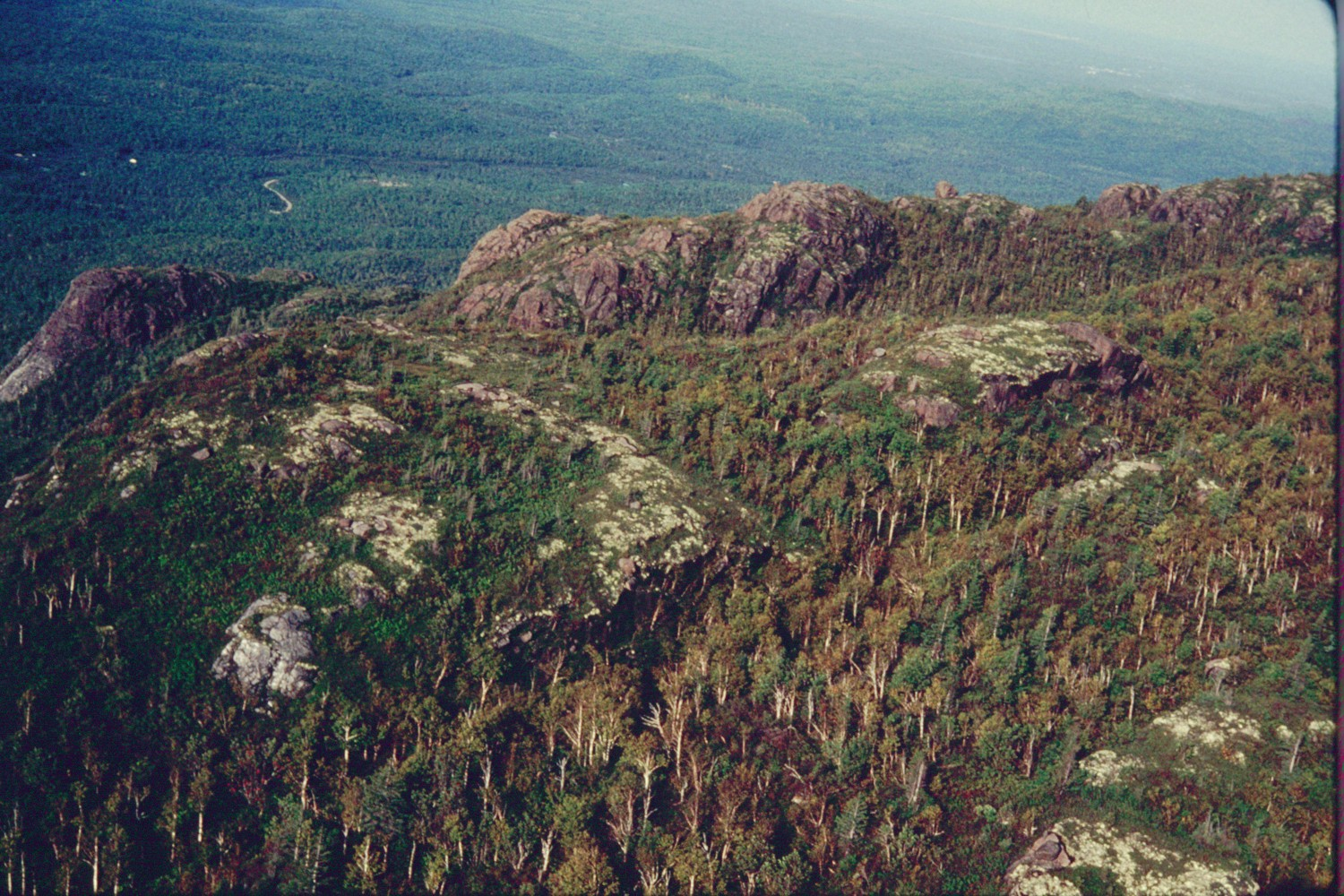
Sommets des monts Valin.

Les monts Valin font partie de la chaîne des Laurentides qui est située sur la rive nord du fleuve Saint-Laurent. Marquant la limite septentrionale du graben du Saguenay ce massif est situé dans l'est de la région administrative du Saguenay–Lac-Saint-Jean, à 35 kilomètres au nord-est de ville de Saguenay. En tout, il s'étend en arc sur 120 kilomètres d'est en ouest, de la rivière Sainte-Marguerite à la rivière Shipshaw, sur 60 kilomètres de largeur moyenne.

### Topographie
Ce massif comprend plusieurs montagnes : le mont Valin, comprenant les pics Dubuc, Bellevue, Lagacé, de la Hutte, du Grand Corbeau et de la Tête de Chien, le Dos de Cheval, le mont Victor-Tremblay, le mont Arthur-LeBlanc, le mont Francis-Amyot, le mont Éboulé, le mont Magloire-Gagnon, la montagne de Bardsville, la montagne à Bouleaux, la montagne du Bras Morin, la montagne Brûlée, la montagne du Chapeau, la montagne des Gardes-Feu, la montagne du Lac Otis, la montagne Ronde, la montagne de la Tour.
Le relief des monts Valin n'est pas abrupt mais plutôt adouci par des millions d'années d'érosion, une caractéristique partagée par l'ensemble du bouclier canadien.

#### Mont Valin

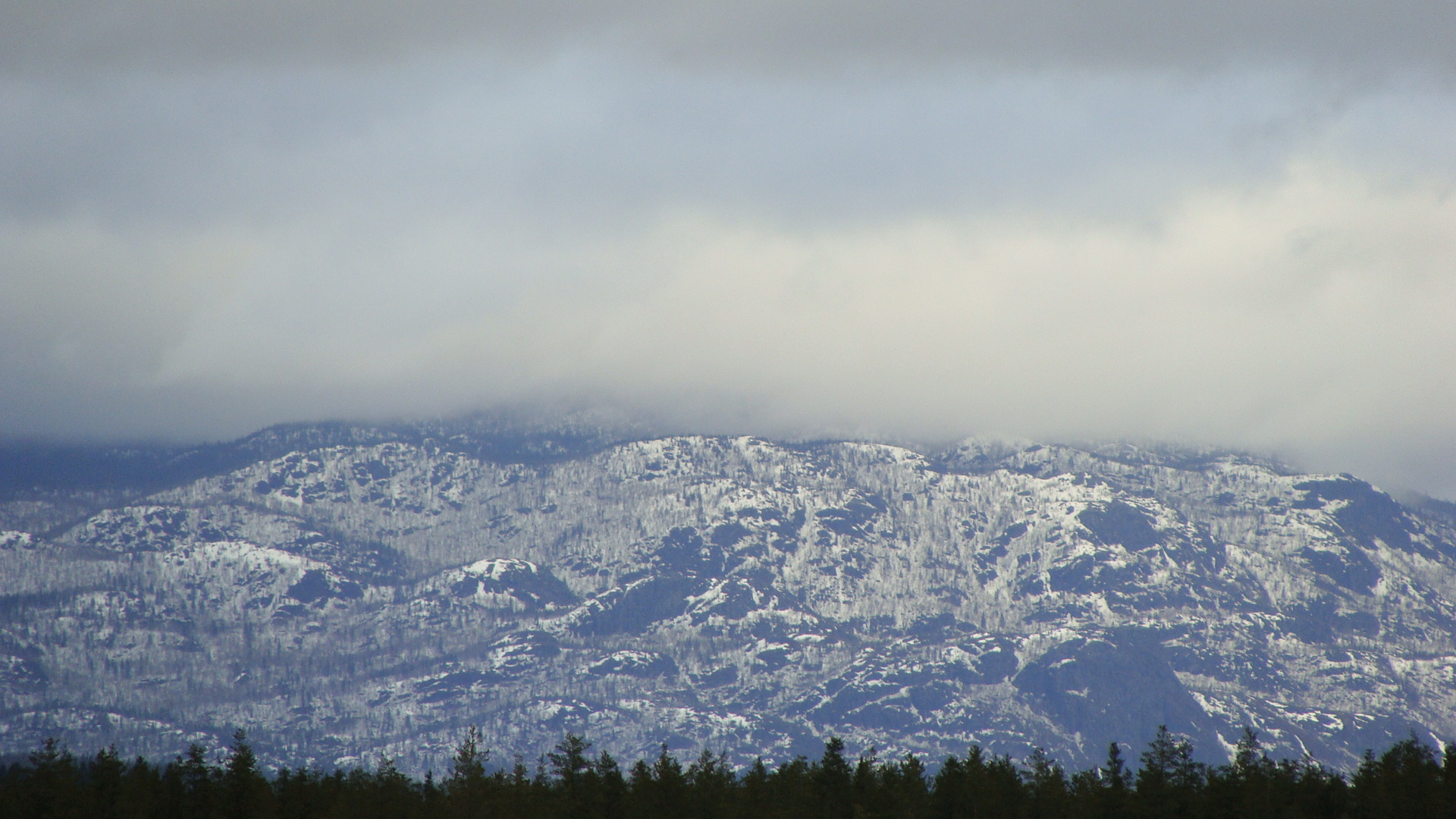
Vue des monts Valin depuis l'arrondissement Chicoutimi de la ville de Saguenay.

#### Vallée de la rivière Sainte-Marguerite
La rivière Sainte-Marguerite est une rivière à saumons qui creuse une vallée profonde dans le massif. Sur chacune de ses rives s'élèvent des montagnes de 500 à 800 mètres d'altitude.

### Hydrographie
Le massif est drainé par le bassin de la rivière Saguenay par les rivières Valin, Sainte-Marguerite et Shipshaw ainsi que par le bassin de la rivière des Escoumins.

### Climat

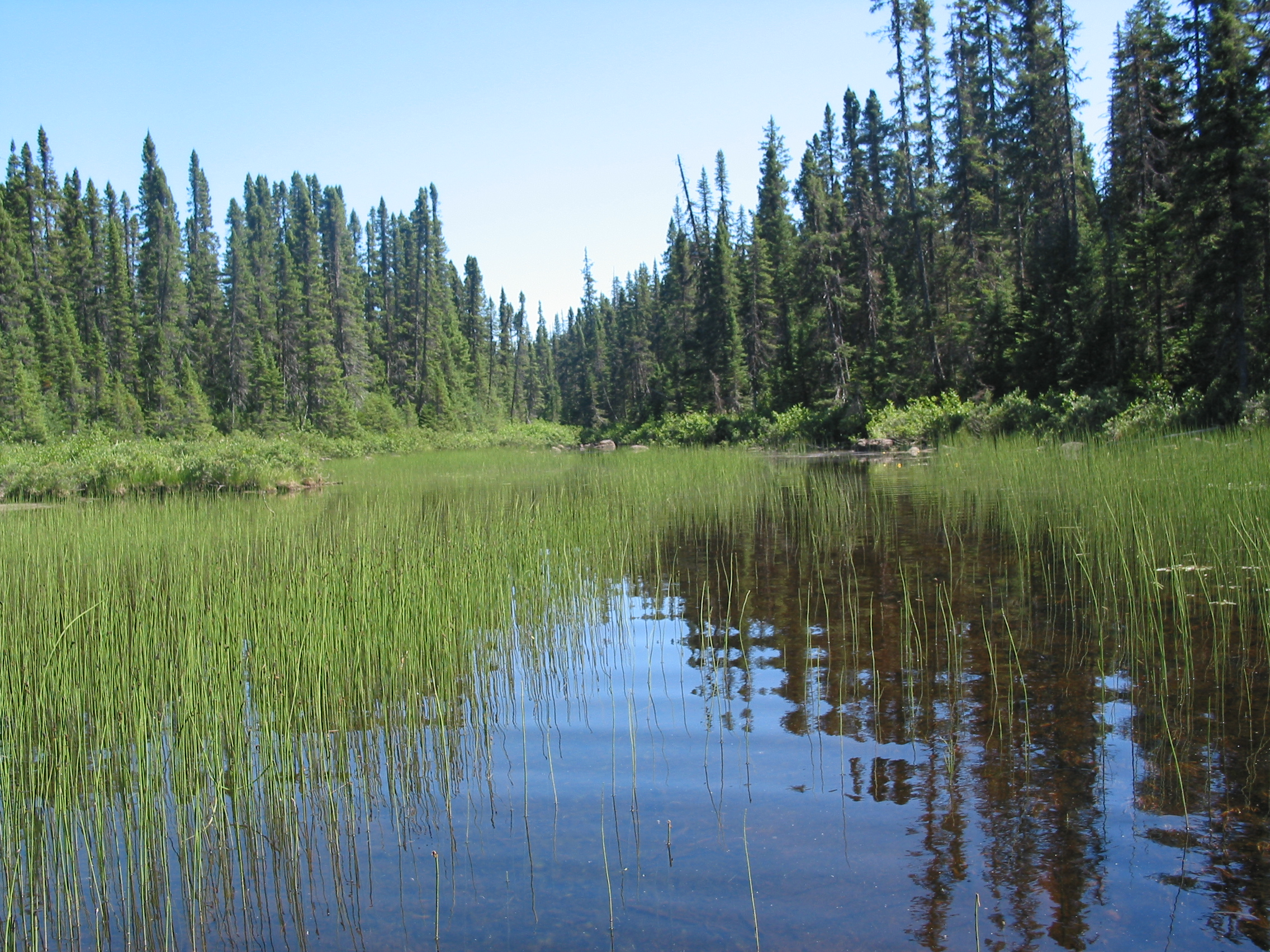
Un lac en été.

Les monts Valin sont une frontière climatique entre les hautes terres de la chaîne des Laurentides et les basses terres du graben du Saguenay.
L’effet orographique est le principal facteur influençant les températures et les précipitations de ces montagnes. L’air chaud et les vapeurs d’eau provenant de la vallée du Saguenay montent et se condensent en altitude où il fait plus froid créant des précipitations. Cette caractéristique topographique crée de grands écarts climatiques entre le massif et la ville de Saguenay située à 35 kilomètres au sud-est. En tout, on enregistre en altitude 30 % plus de précipitations que dans les basses terres. En hiver, l’écart est encore plus grand ; les moyennes de chutes de neige sur le massif sont près du double des moyennes pour le Saguenay. On y enregistre en moyenne 550 cm de neige, alors que la normale de la vallée du Saguenay–Lac-Saint-Jean tourne autour de 284 cm annuellement.

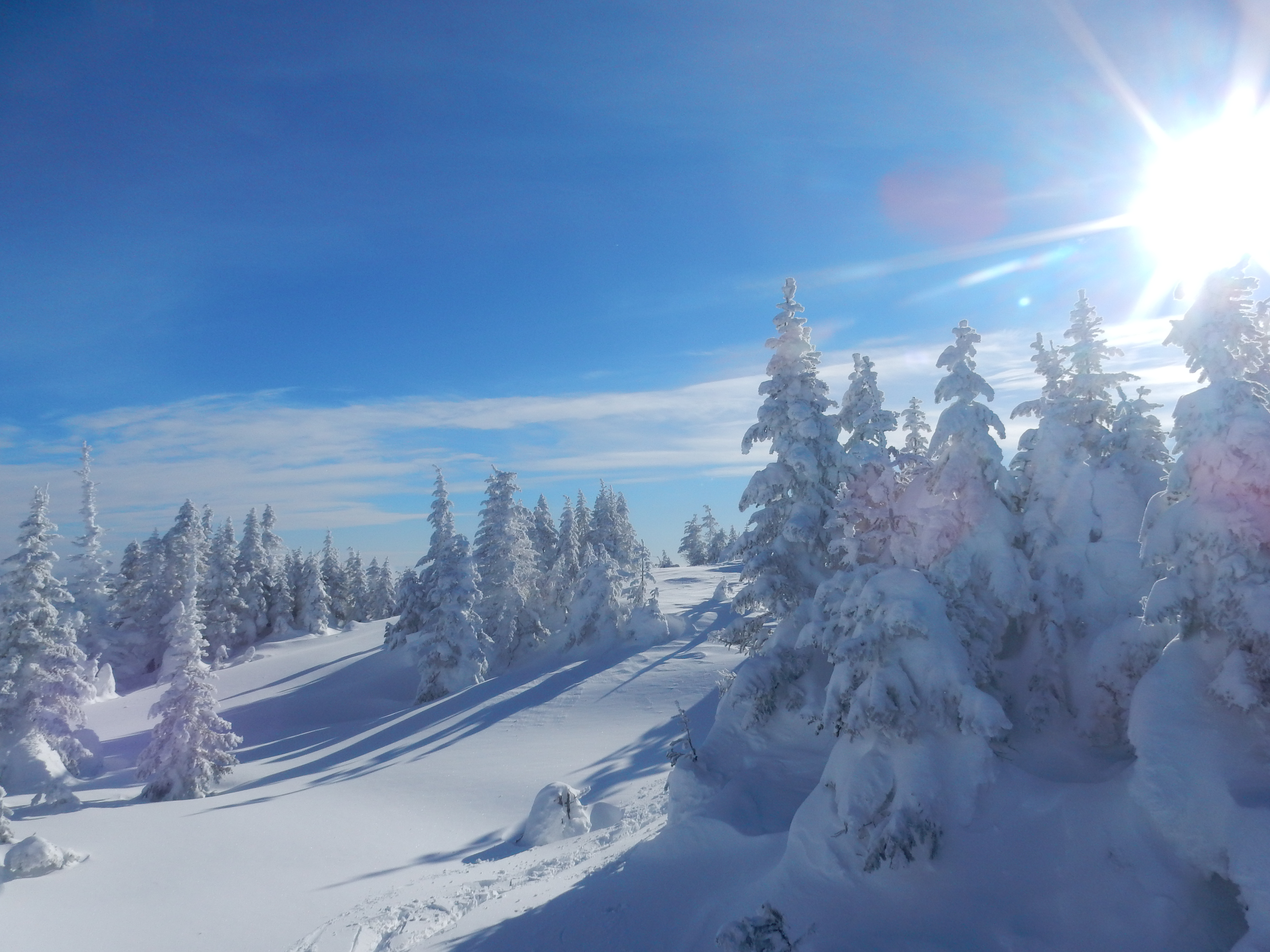
Paysage hivernal dans la vallée des Fantômes, dans le parc national des Monts-Valin.

L’écart le plus important au niveau des chutes de neige est dans la vallée des Fantômes. Chaque année, ce secteur reçoit 762 cm de neige en moyenne ce qui représente près de 3 mètres de neige au sol au plus fort de l’hiver.
L’altitude influence également les températures au sol d’environ −0,6 °C tous les 100 mètres. Le massif offre une forte différence de température moyenne avec la vallée du Saguenay-Lac-Saint-Jean. La moyenne annuelle des températures sur les monts Valin est de −2 °C tandis qu’elle se situe de 2 à 2,5 °C à Saguenay. Le pic Dubuc, à 984 mètres d'altitude, possède une moyenne annuelle −4 °C.
La période sans gel sur la montagne est de 80 jours. L’hiver dure normalement six mois, de novembre à avril, durant lesquels on peut assister à des chutes de neige tous les mois à l’exception de juillet et d’août. Les chutes de neige sur les monts Valin précèdent celles du Saguenay d’environ un mois.

### Faune, flore et environnement
Les nombreux lacs de ce massif possèdent, ensemble, la plus importante concentration d’ombles de fontaine en allopatrie au Québec. Près de 36 espèces de mammifères et 134 espèces d’oiseaux habitent les monts Valin.

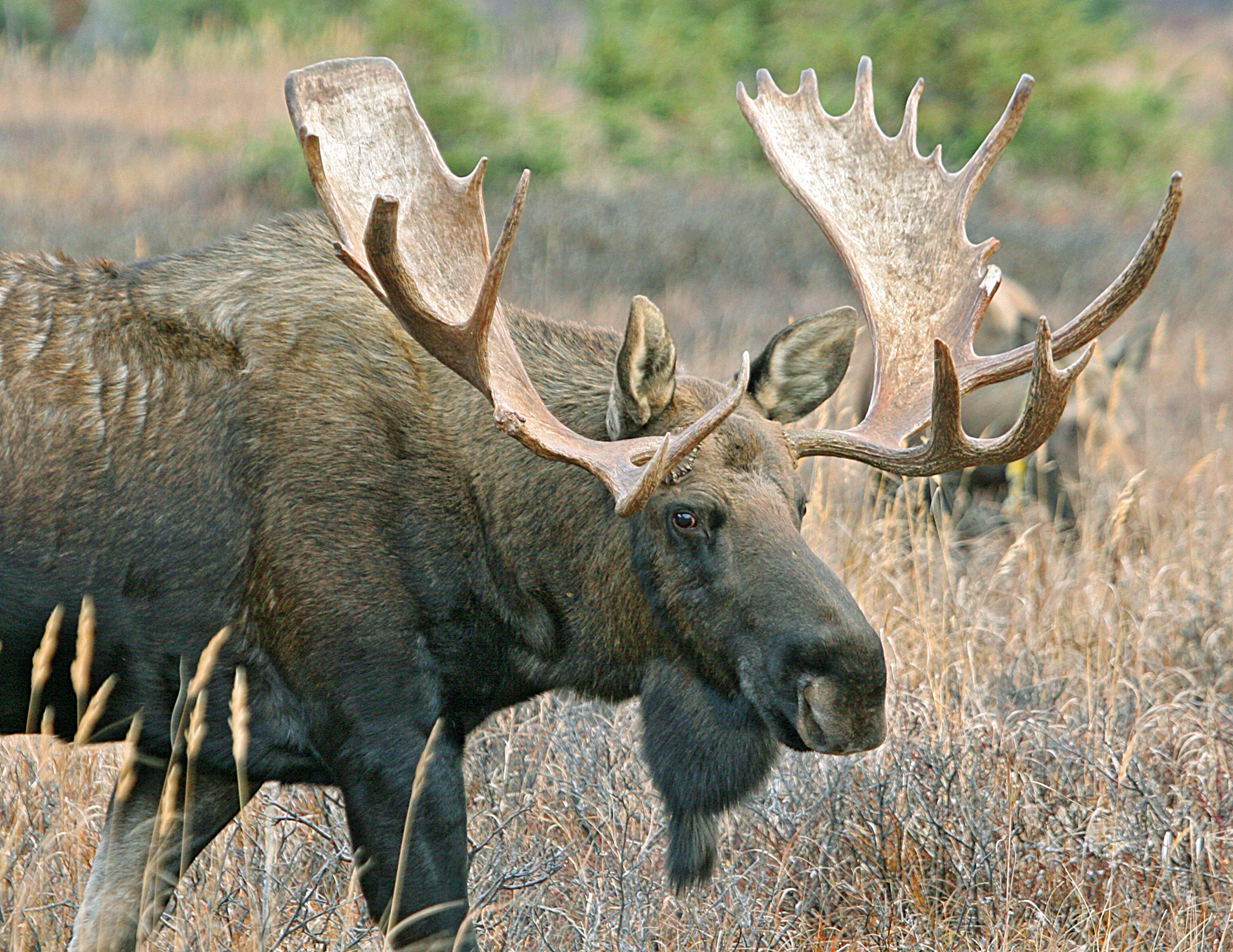
L'orignal fréquente surtout le piedmont.
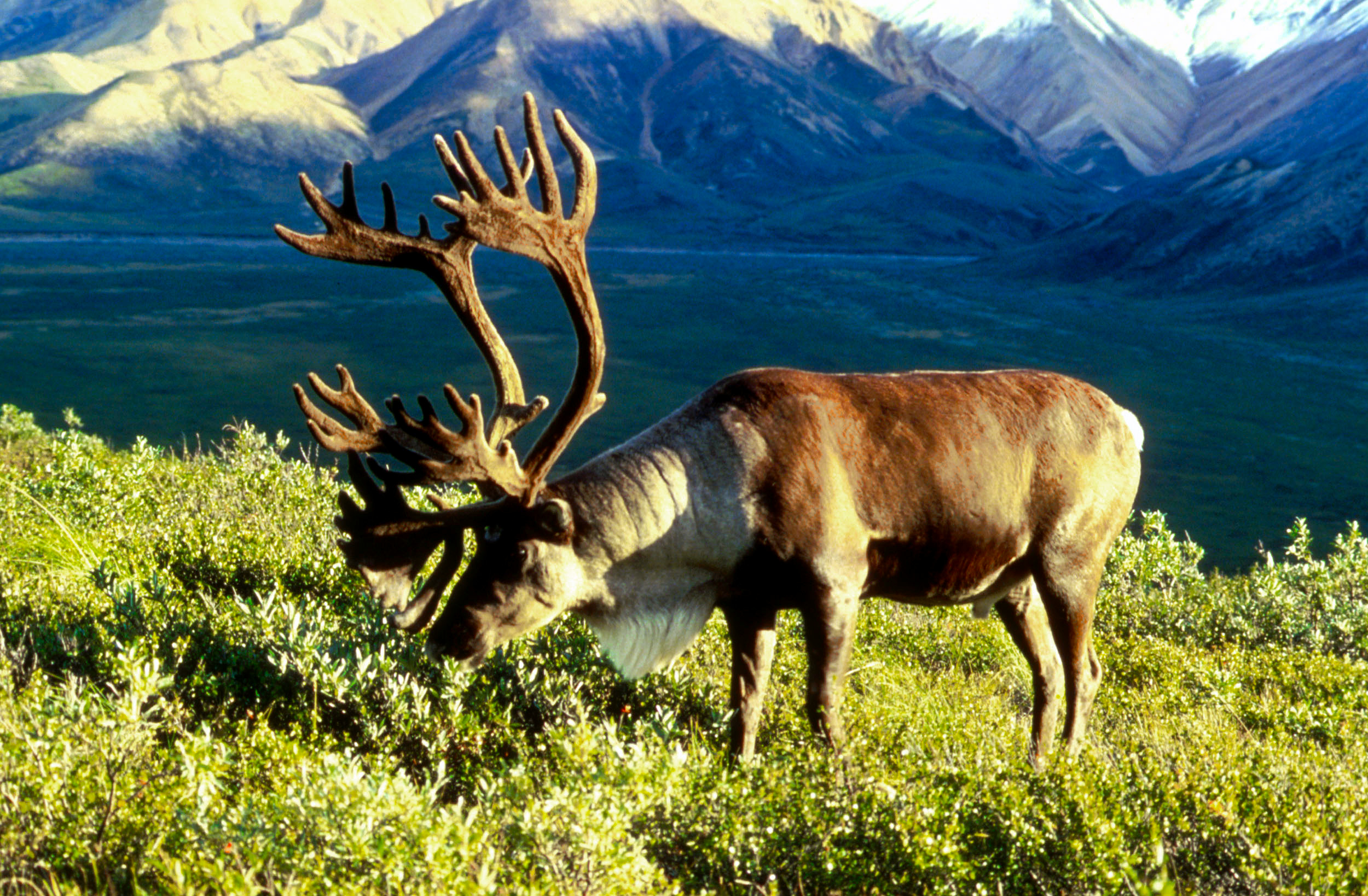
Le caribou forestier.
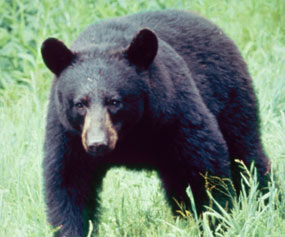
L'ours noir.
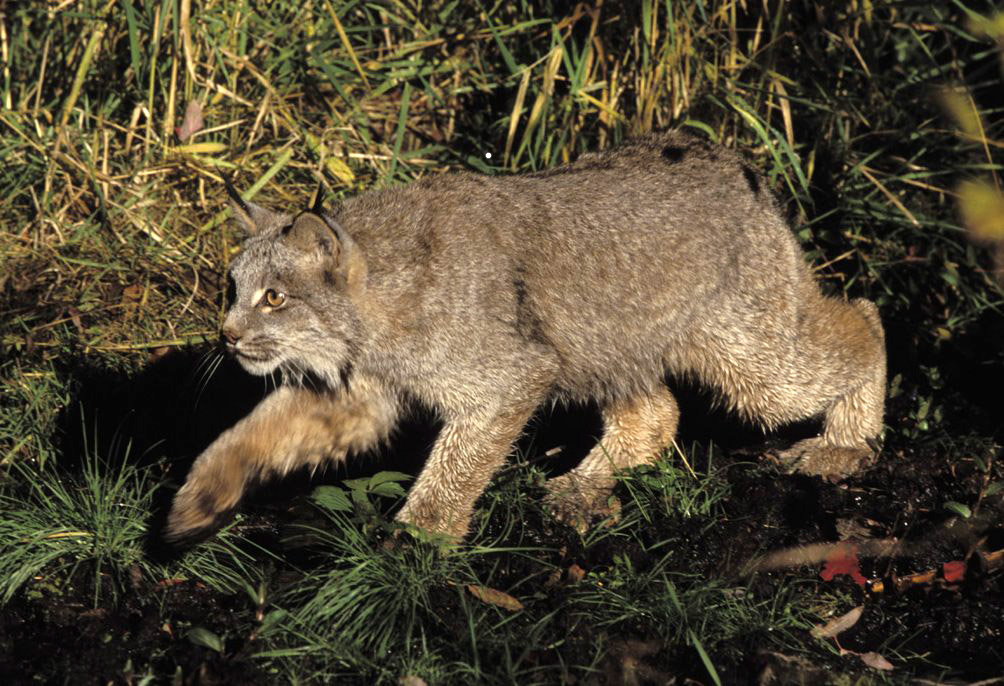
Le lynx du Canada.

Le massif est à la limite de deux domaines de végétation, sur sa bordure méridionale on y retrouve la sapinière à bouleau jaune. En altitude, les sommets sont recouverts de sapinières à bouleau blanc. On y retrouve en tout près de 450 espèces de plantes du climat boréal.

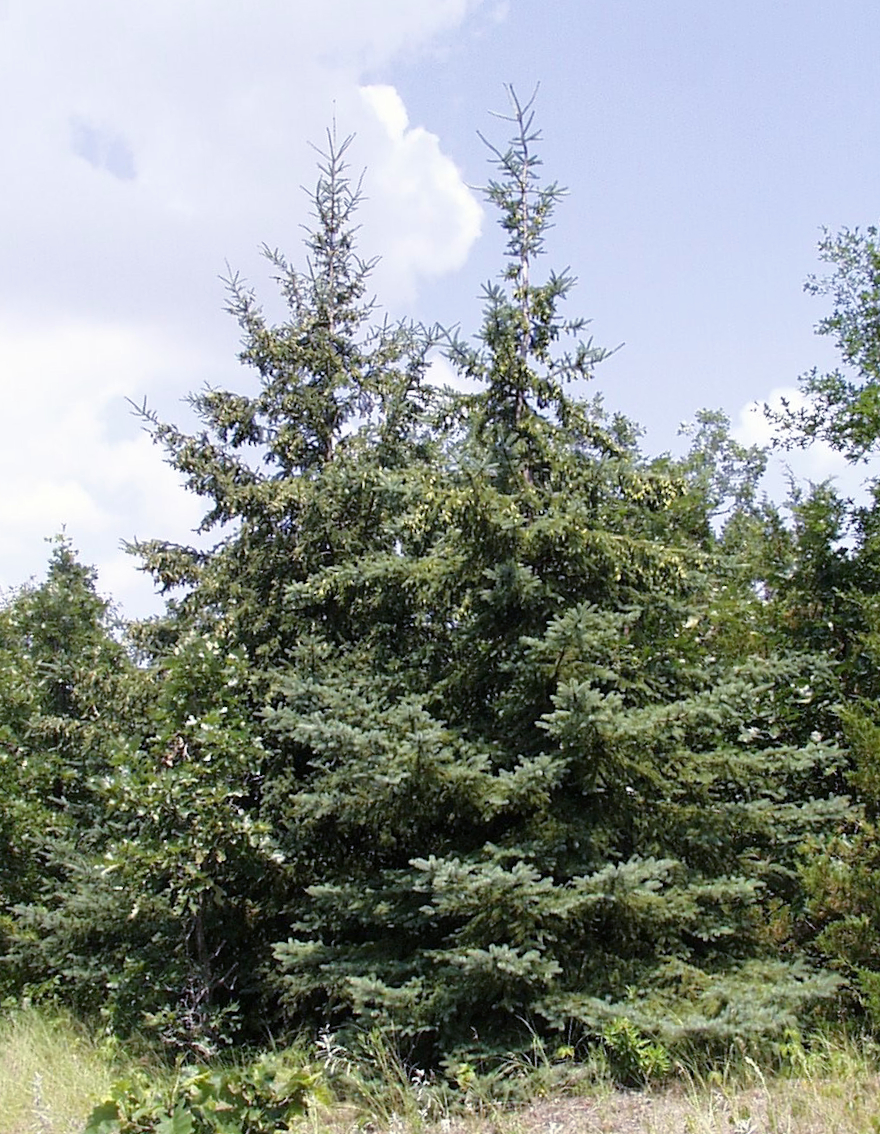
L'épinette blanche.
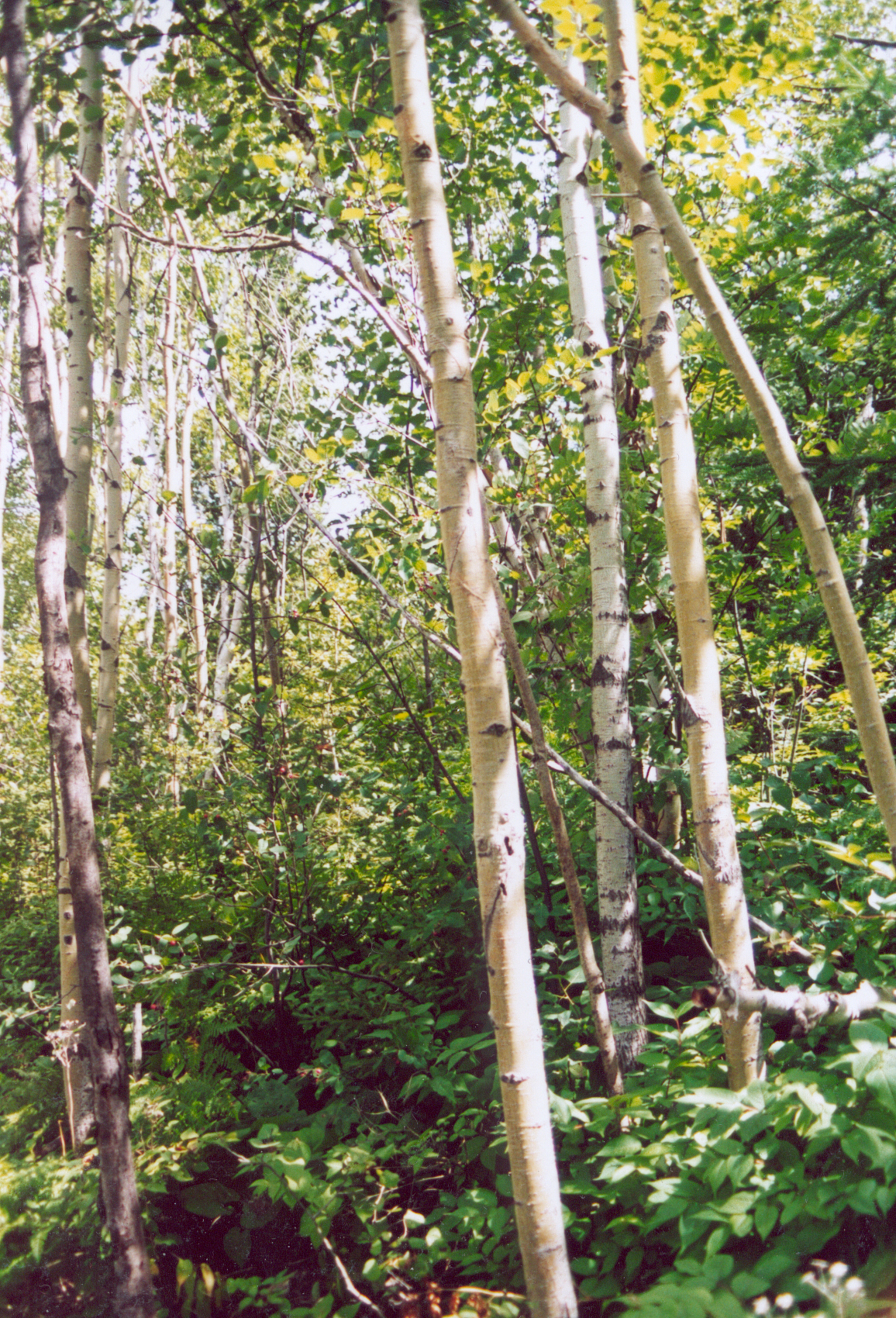
Le bouleau blanc.
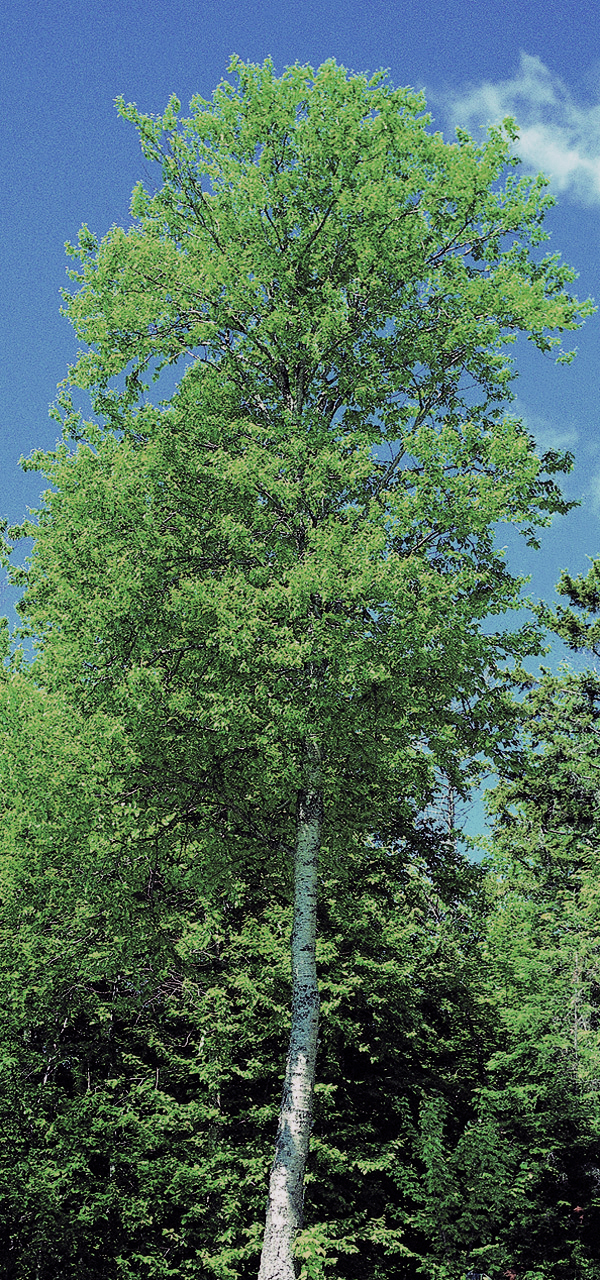
Le bouleau jaune.
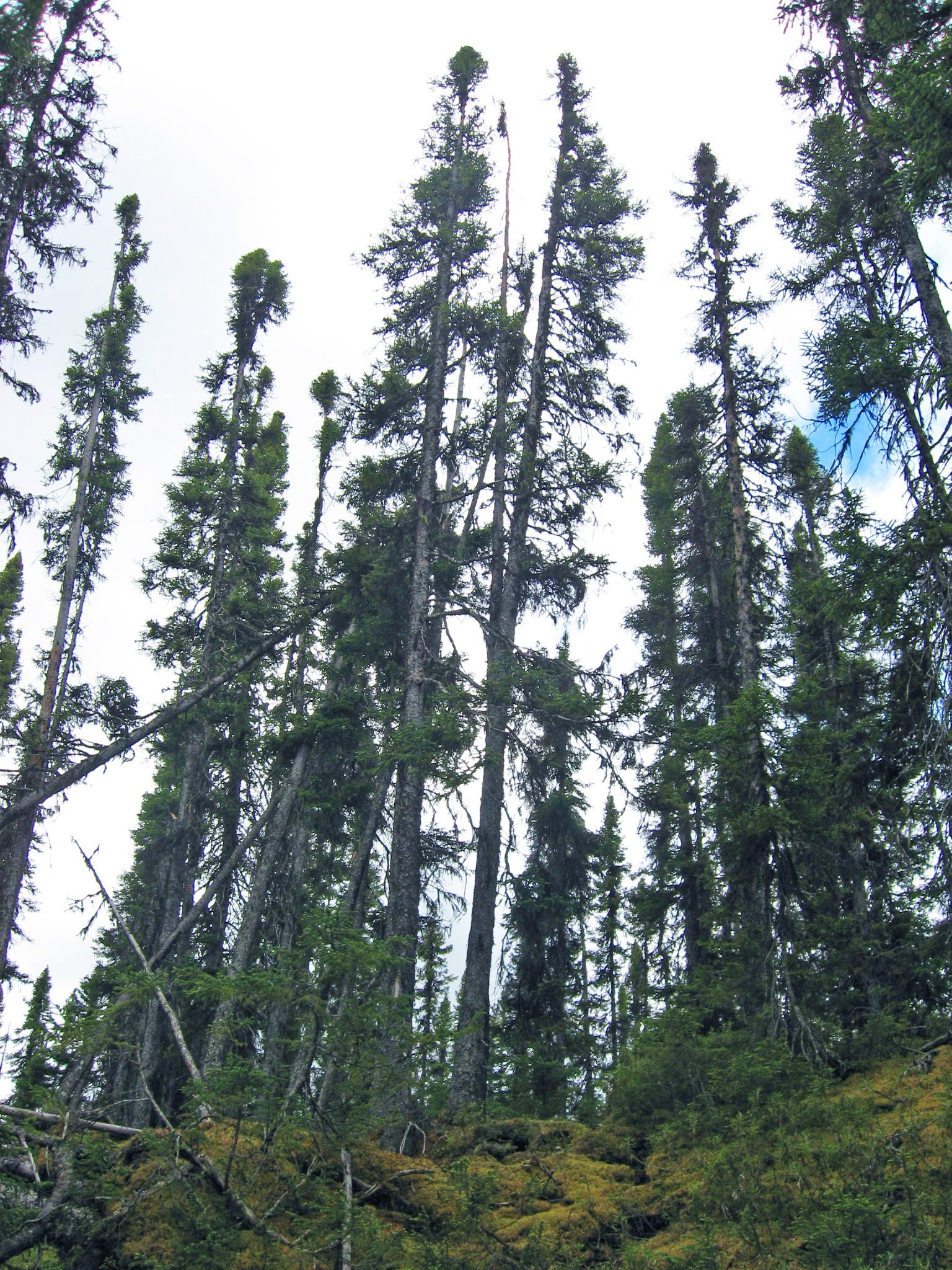
L'épinette noire.

Sur le plan de la conservation, les monts Valin comprennent le parc national des Monts-Valin, la réserve écologique G.-Oscar-Villeneuve, la réserve écologique Marcelle-Gauvreau et la réserve aquatique de la vallée de la rivière Sainte-Marguerite. On projette d'y instaurer la réserve de biodiversité Akumunan.

## Activités

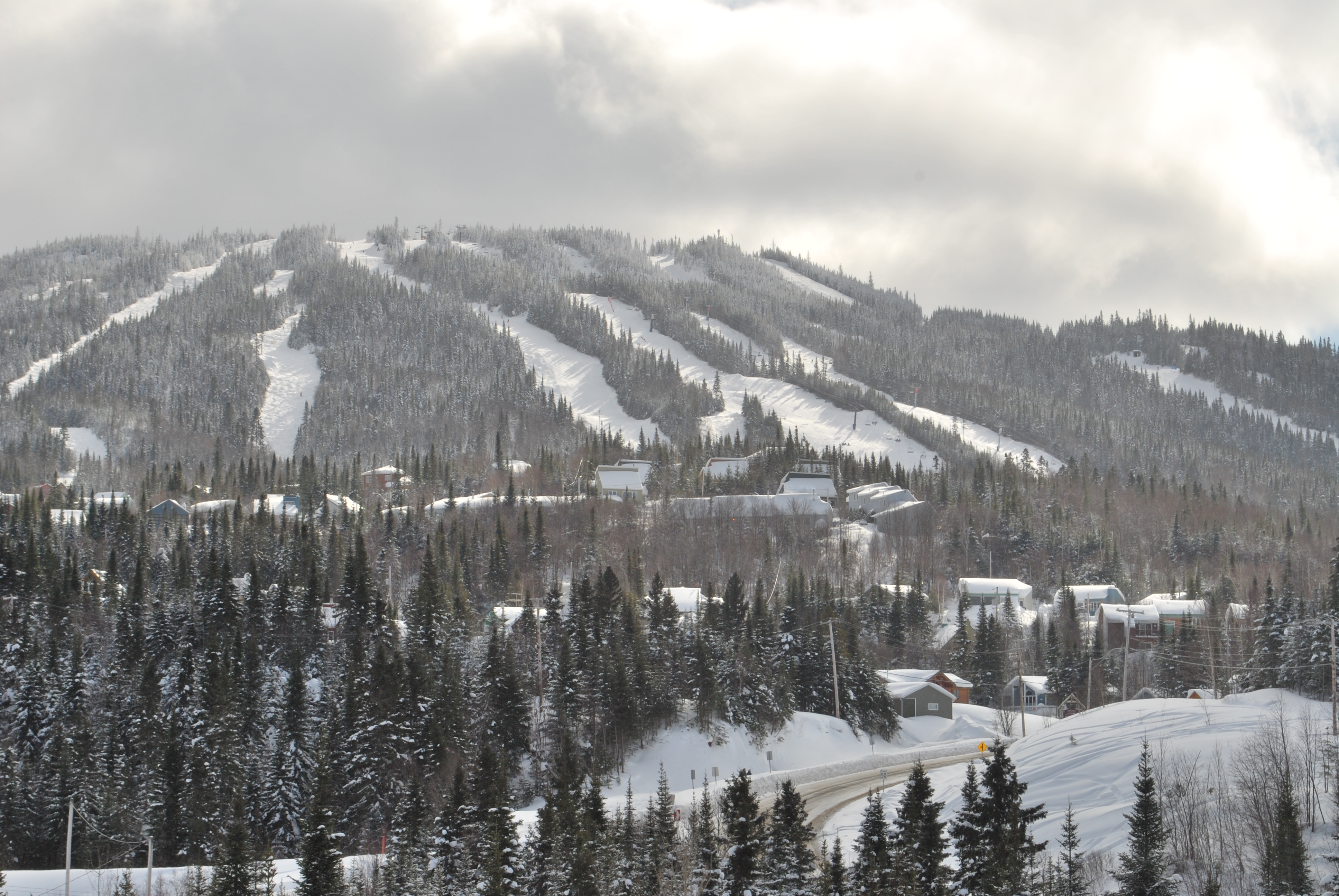
La station de ski Le Valinouët.

Outre ces caractéristiques, les monts Valin sont connus comme un important lieu de villégiature principalement hivernale mais aussi estivale. Chaque hiver, ces montagnes reçoivent en moyenne 600 cm de neige. On y retrouve le centre de ski Le Valinouët et de nombreuses pistes de motoneige. En été, la pêche peut y être pratiquée dans près de 650 lacs et la chasse sur plus de 1 200 km2. Il est également possible d'y pratiquer le canot-camping et le kayak.